# 奧克山
奧克山（英語：Mount Ochre），是南極洲的山峰，位於羅斯群島的布萊克島，處於奧羅拉山以東6公里，由新西蘭探險隊命名，現時由南極條約體系管理。